# Ana Paula Paes
Ana Paula de Oliveira Paes (1961-2024) es una técnica, botánica y taxónoma portuguesa. Ha trabajado extensamente sobre la flora vascular de Portugal.

## Carrera
Pertenece al personal académico del Herbario "João de Carvalho e Vasconcellos", de la Universidad Técnica de Lisboa.

## Algunas publicaciones
- Vasco Silva; Ana Rita Pina; Hugo Oliveira; Paes, Ana Paula; Sérgio, Cecília; Capelo, Jorge; José Carlos Costa. Autor correspondiente: Vasco Silva. "Notas à vegetação de charcos temporários na costa ocidental portuguesa, I". Flora Montiberica 83 (2022): 147-152.

- Rhazi, Laila; Rebelo, Ana Rita; Róis, Ana S.; Castro, Sílvia; Loureiro, João; El Madihi, Mohammed; Paes, Ana Paula; et al. "Limonium mucronatum: plant communities and cytogenetic characterization of an endemic of the Moroccan Atlantic Coast". Plant Biosystems - An International Journal Dealing with all Aspects of Plant Biology 155 2 (2020): 241-250.

- Silva, Vasco; Catry, Filipe X.; Fernandes, Paulo M.; Rego, Francisco C.; Paes, Paula; Nunes, Leónia; Caperta, Ana D.; Sérgio, Cecília; Bugalho, Miguel N.. "Effects of grazing on plant composition, conservation status and ecosystem services of Natura 2000 shrub-grassland habitat types". Biodiversity and Conservation 28 5 (2019): 1205-1224. http://dx.doi.org/10.1007/s10531-019-01718-7

- a.s. Róis, f. Sádio, o.s. Paulo, g. Teixeira, ana paula Paes, d. Espírito-Santo, t.f. Sharbel, ana d. Caperta. 2016. Phylogeography and modes of reproduction in diploid and tetraploid halophytes of Limonium species (Plumbaginaceae): evidence for a pattern of geographical parthenogenesis. http://aob.oxfordjournals.org/content/117/1/37.abstract Annals of Botany 117 (1): 37 - 39

- ana Cortinhas, matthias Erben, ana paula Paes, dalila Espírito Santo, miguel Guara-Requena, ana d. Caperta. 2015. Taxonomic complexity in the halophyte Limonium vulgare and related taxa (Plumbaginaceae): insights from analysis of morphological, reproductive and karyological data. https://scholar.google.pt/citations?view_op=view_citation&hl=pt-PT&user=VebXohsAAAAJ&citation_for_view=VebXohsAAAAJ:8k81kl-MbHgC Annals of botany 115 (3): 369 - 383

- ana sofia Róis, carlos m. Rodríguez López, ana paula Paes, ana Cortinhas, matthias Erben, dalila Espírito-Santo, michael j. Wilkinson, ana d. Caperta. 2013. Epigenetic rather than genetic factors may explain phenotypic divergence between coastal populations of diploid and tetraploid Limonium spp. (Plumbaginaceae) in Portugal. BMC Plant Biology 13 : 205 - 209 http://dx.doi.org/10.1186/1471-2229-13-205

### Artículos de divulgación
- Caperta, A.D, Paes, A.P., Espírito-Santo, D., Silva, V., Ferreira, A., Saraiva, S., 2013, Arribas da faixa costeira de Cascais. Projeto de recuperação de Habitats. Revista “El Botânico 7: 69-71.
- La abreviatura «A.P.Paes» se emplea para indicar a Ana Paula Paes como autoridad en la descripción y clasificación científica de los vegetales.[4]